# Youssef Idilbi
Youssef Sjoerd Idilbi (ur. 7 maja 1976 w Drachten, zm. 15 maja 2008 w Amsterdamie) – holenderski aktor teatralny, filmowy i telewizyjny.

## Wczesne lata
Urodził się w Drachten jako syn Annie Venemy, Fryzyjki, z wyznania protestantki, i Mohammeda Idilbi, palestyńskiego spawacza. Miał siostrę Hennie. W wieku 13 lat ujawnił swój homoseksualizm przed rodzicami. W 2000 ukończył Amsterdamse Hogeschool voor de Kunsten.

## Kariera
W 1999 zadebiutował rolą Abdullaha Yildirema w serialu Westenwind, w którym grał do 2002. Potem wystąpił w serialu Dok 12 (2001) w roli Van Vosse’a i filmie krótkometrażowym High 5 (2001) jako Ramsi. W latach 2001–2002 grał Appiego w serialu Russen, a w latach 2002-2003 odgrywał Sida Portera w operze mydlanej Onderweg naar Morgen. 
Jego ostatnią rolą był Hassan w fryzyjskojęzycznym serialu Dankert&Dankert. Grał także w sztukach teatralnych Kater, Liefde is kouder dan de dood i Is.Man.

## Śmierć i pogrzeb
15 maja 2008 w Amsterdamie popełnił samobójstwo skacząc z dachu Amsterdamse Toneelschool en Kleinkunstacademie. Został pochowany 21 maja 2008 w Drachten.

## Filmografia
- Westenwind – Abdullah Yildirem (1999-2002)
- Dok 12 – Van Vosse (2001)
- High 5 – Ramsi (2001)
- Russen – Appie (2001-2002)
- Onderweg naar Morgen – Sid Porter (2002-2003)
- Dankert&Dankert – Hassan (2007)